# Jealous mind
Jealous mind is een single van Alvin Stardust. Het is afkomstig van zijn album The Untouchable. Deze tweede single van Stardust behaalde de eerste plaats van de Britse hitlijst en zou ook de enige nummer 1-positie voor Stardust blijven. In Nederland verkocht de single maar matig, ze verscheen niet in hitparades aldaar. In België was het een top 10-hit.

## Hitnotering

### BelgischeBRT Top 30
| Hitnotering: 6-4-1974 t/m 24-5 1974 | Hitnotering: 6-4-1974 t/m 24-5 1974 | Hitnotering: 6-4-1974 t/m 24-5 1974 | Hitnotering: 6-4-1974 t/m 24-5 1974 | Hitnotering: 6-4-1974 t/m 24-5 1974 | Hitnotering: 6-4-1974 t/m 24-5 1974 | Hitnotering: 6-4-1974 t/m 24-5 1974 | Hitnotering: 6-4-1974 t/m 24-5 1974 | Hitnotering: 6-4-1974 t/m 24-5 1974 |
| Week:                               | 1                                   | 2                                   | 3                                   | 4                                   | 5                                   | 6                                   | 7                                   |                                     |
| ----------------------------------- | ----------------------------------- | ----------------------------------- | ----------------------------------- | ----------------------------------- | ----------------------------------- | ----------------------------------- | ----------------------------------- | ----------------------------------- |
| Positie:                            | 27                                  | 8                                   | 21                                  | 15                                  | 13                                  | 16                                  | 29                                  | uit                                 |

### UK Singles Chart
| Hitnotering: 16-2-1974 t/m | Hitnotering: 16-2-1974 t/m | Hitnotering: 16-2-1974 t/m | Hitnotering: 16-2-1974 t/m | Hitnotering: 16-2-1974 t/m | Hitnotering: 16-2-1974 t/m | Hitnotering: 16-2-1974 t/m | Hitnotering: 16-2-1974 t/m | Hitnotering: 16-2-1974 t/m | Hitnotering: 16-2-1974 t/m | Hitnotering: 16-2-1974 t/m | Hitnotering: 16-2-1974 t/m | Hitnotering: 16-2-1974 t/m |
| Week:                      | 1                          | 2                          | 3                          | 4                          | 5                          | 6                          | 7                          | 8                          | 9                          | 10                         | 11                         |                            |
| -------------------------- | -------------------------- | -------------------------- | -------------------------- | -------------------------- | -------------------------- | -------------------------- | -------------------------- | -------------------------- | -------------------------- | -------------------------- | -------------------------- | -------------------------- |
| Positie:                   | 22                         | 3                          | 2                          | 1                          | 2                          | 5                          | 17                         | 27                         | 37                         | 45                         | 46                         | uit                        |